# 정봉시
정봉시(鄭鳳時, 1855년 양력 6월 5일 ~ 1937년 양력 12월 3일)는 대한제국의 관료이며 일제강점기의 유교 계열 인물이다. 호는 송리(松里)이다. 본관은 초계 정씨.

## 생애
1896년 춘천부 참서관을 지내는 등 대한제국의 관료로 근무했다. 1905년 내부 회계국장, 1906년 내부 지방국장 겸 치도국장을 역임했고, 함경남도 관찰사를 거쳐 1907년에는 대한제국 중추원 찬의가 되었다.
1908년 유교 계열의 단체로 친일 성향이 강한 대동학회에서 지방총무 및 평의원을 맡아 사회단체 활동에도 가담했다. 1909년 통감부 기관지인 경성일보가 정치적 목적에서 주최한 일본관광단에 참여해 일본에 다녀오기도 했다. 1910년 한일 병합 조약이 체결될 당시에는 규장각 부제학을 맡고 있었다. 정봉시는 국조보감 찬집에 참여할 정도로 학식이 높은 학자였다.
1912년에 성균관의 후신으로 조선총독부가 설치한 경학원의 강원도 강사가 되었다. 이후 1937년 사망할 때까지 오랫동안 경학원에서 근무하면서 유학계의 대표적인 친일 인물이 되었다. 1929년 경학원 부제학, 1936년 경학원 대제학 겸 명륜학원 총재까지 지냈다.
1915년 다이쇼 천황의 덕을 칭송하고 만수무강을 비는 내용의 시를 지어 바쳤고, 1916년 훗날의 쇼와 천황이 태자로 세워질 때 태자를 주 문왕과 주 무왕에 비유하는 시를 지어 헌상한 일이 있다. 대제학으로 재임하면서 조선총독부가 1930년대에 유교와 불교 등 종교계 인사들을 동원해 보급한 심전개발 운동에 동조하기도 했다.
일본 정부로부터는 1912년 한국병합기념장과 1928년 쇼와기념대례장을 받은 바 있다.
2008년 친일인명사전 편찬을 위해 공개된 민족문제연구소의 친일인명사전 수록예정자 명단과 2007년 대한민국 친일반민족행위진상규명위원회가 최종 발표한 친일반민족행위 195인 명단의 종교 부문에 포함되었다.

## 같이 보기
- 대동학회
- 경학원

## 참고자료
- 친일반민족행위진상규명위원회 (2007년 12월). 〈정봉시〉 (PDF). 《2007년도 조사보고서 II - 친일반민족행위결정이유서》. 서울. 1958~1970쪽쪽. 발간등록번호 11-1560010-0000002-10. [깨진 링크(과거 내용 찾기)]